# The Kangaroo Kid
Pour plus de détails, voir Fiche technique et Distribution.
The Kangaroo Kid est un western australo-britannique réalisé par Lesley Selander, sorti en 1950.

## Fiche technique
Sauf indication contraire, les informations mentionnées dans cette section peuvent être confirmées par la base de données cinématographiques IMDb,  présente dans la section « Liens externes ».
- Titre : The Kangaroo Kid
- Réalisation : Lesley Selander
- Scénario : Sherman L. Lowe d'après une histoire de Anthony Scott Veitch
- Musique :
- Photographie : Russell Harlan
- Montage : Alex Ezard
- Société de production : Allied Australian Films, British Empire Films et Ealing Studios
- Pays : Royaume-Uni et Australie
- Durée : 72 minutes
- Dates de sortie :
  - États-Unis : 22 octobre 1950
  - Australie : mars 1951

## Distribution
- Jock Mahoney : Tex Kinnane
- Veda Ann Borg : Stella Gret
- Guy Doleman : Sergent Jim Penrose
- Martha Hyer : Mary Corbett
- Douglass Dumbrille : Vincent Moller
- Alec Kellaway (en) : Baldy Muldoon
- Grant Taylor : Phil Romero
- Alan Gifford : Steve Corbett
- Hayde Seldon : Ma Muldoon
- Frank Ransome : Robey
- Clarrie Woodlands : Black Tracker
- Charles McCallum : Cummings
- Raymond Bailey : Quinn
- Ben Lewin : Fanning